# Maerua caudata
Maerua caudata är en kaprisväxtart som beskrevs av Ferdinand Albin Pax. Maerua caudata ingår i släktet Maerua och familjen kaprisväxter. Inga underarter finns listade i Catalogue of Life.